# Middelhavsdialogen
Middelhavsdialogen blev startet i 1994 som et forum for samarbejde mellem NATO og syv lande i Middelhavsområdet. Formålet med samarbejdet var at øge regionens sikkerhed og stabilitet ved at opnå en fælles forståelse, og at ændre landenes holdning til NATO. Dialogen reflekterer at NATO mener at sikkerhed i Europa er forbundet med sikkerhed og stabilitet i middelhavsområdet.

## Medlemslande
Dialogen startede med fem medlemslande, og har fået to mere siden da. Der er ikke planer om at udvide med flere medlemslande.
- Algeriet (marts 2000)
- Egypten (februar 1995)
- Israel (februar 1995)
- Jordan (november 1995)
- Mauretanien (februar 1995)
- Marokko (februar 1995)
- Tunesien (februar 1995)

## Styrket samarbejde
I 2004 styrkedes Middelhavsdialogen på et topmøde i Istanbul, og blev hvad NATO kalder et "ægte partnerskab," med en række nye mål: Styrkelse af den politiske dialog, større interoperabilitet, en forsvarsreform og terrorbekæmpelse.
16. oktober 2006 indgik Israel og NATO det første Individuelle Samarbejdsprogram (ICP) i den styrkede Middelhavsdialog. Israel vil bidrage til NATO's flådeoperation Operation Active Endeavour. ICP aftalen dækker mange områder af fælles interesse, så som bekæmpelse af terrorisme, og fælles militære øvelser i Middelhavet.
NATO forventer at underskrive yderligere ICP aftaler med andre medlemmer i dialogen.

## Eksternt link
- Middelhavsdialogens hjemmeside